# Dan-Axel Zagadou
Dan-Axel Zagadou (født 3. juni 1999) er en fransk fodboldspiller som spiller for den tyske Bundesliga klub, Borussia Dortmund.

## Klub karriere

### Tidlig karriere
Zagadou begyndte sin karriere med at spille på juniorniveau for hjembyklubben US Créteil, inden han underskrev en kontrakt med Paris Saint-Germain i en alder af 12 år i 2011. Han brugte derefter de næste fem sæsoner på at udvikle sig i PSGs akademi, inden han blev en del af reserveholdet i 2016 , hvor han lavede 9 optrædener i Championnat de France amatør 2016–17. 

### Borussia Dortmund
Den 5. juni 2017, annoncerede den tyske klub Borussia Dortmund underskrivelsen af Zagadou på en gratis transfer og fik en femårig kontrakt. Den 28. oktober 2017 scorede han sit første mål for Dortmund i et 4–2 udebanenederlag mod Hannover 96, hvor han også modtog sit første røde kort i det 59. minut.

## Landsholdskarriere
Zagadou har repræsenteret flere Franske ungdomslandshold, Frankrig U/16, Frankrig U/17, Frankrig U/18, Frankrig U/19, Frankrig U/20 og Frankrig U/21.

## Privatliv
Født i Frankrig, Zagadou er af ivoriansk afstamning.

## Karrierestatistikker
| Klub              | Sæson          | Liga           | Liga  | Liga | Pokal turnering | Pokal turnering | Europa | Europa | Andet | Andet | Total | Total |
| Klub              | Sæson          | Division       | Kampe | Mål  | Kampe           | Mål             | Kampe  | Mål    | Kampe | Mål   | Kampe | Mål   |
| ----------------- | -------------- | -------------- | ----- | ---- | --------------- | --------------- | ------ | ------ | ----- | ----- | ----- | ----- |
| Borussia Dortmund | 2017–18        | Bundesliga     | 11    | 1    | 1               | 0               | 3      | 0      | 1     | 0     | 16    | 1     |
| Borussia Dortmund | 2018–19        | Bundesliga     | 17    | 2    | 1               | 0               | 4      | 0      | —     | —     | 22    | 2     |
| Borussia Dortmund | 2019–20        | Bundesliga     | 15    | 1    | 2               | 0               | 5      | 0      | 0     | 0     | 22    | 1     |
| Borussia Dortmund | 2020–21        | Bundesliga     | 9     | 0    | 2               | 0               | 2      | 0      | 0     | 0     | 13    | 0     |
| Borussia Dortmund | Total          | Total          | 52    | 4    | 6               | 0               | 14     | 0      | 1     | 0     | 73    | 4     |
| Karriere total    | Karriere total | Karriere total | 52    | 4    | 6               | 0               | 14     | 0      | 1     | 0     | 73    | 4     |

1. ↑  To kampe i UEFA Champions League, en i UEFA Europa League
2. ↑  Kampe i DFL-Supercup
3. 1 2 3  Appearances in UEFA Champions League

## Titler
Borussia Dortmund
- DFB-Pokal: 2020–21
- DFL-Supercup: 2019